# Richard Diller
Richard Diller (* 15. März 1890 in Wels; † 7. Juni 1969 in Linz) war ein österreichischer Maler und Pädagoge.

## Leben und Wirken
Nach der Matura in Wels studierte er bis 1917 an der Akademie der bildenden Künste in Wien und wollte ursprünglich Zeichenlehrer werden. Nach dem Tod seines Vaters entschloss er sich 1912 zu einer Laufbahn als freischaffender Künstler. Seine Lehrer waren Alois Delug, Rudolf Jettmar und Georg Niemann.
Nach ergänzenden Prüfungen in darstellender Geometrie und Kursen für Handfertigkeit absolvierte er 1930 die Lehramtsprüfung und wurde 1933 pragmatisiert. Er war u. a. Mitglied der Innviertler Künstlergilde.
Am 22. Mai 1938 beantragte er die Aufnahme in die NSDAP und wurde rückwirkend zum 1. Mai desselben Jahres aufgenommen (Mitgliedsnummer 6.318.748).

## Ausstellungen
Werke von ihm wurden in Gemeinschaftsausstellung gezeigt:
- Die Ordnung der Dinge. Neue Sachlichkeit in Oberösterreich, Ausstellung der Landesgalerie Linz, 2005, Kurz-Biografie im Katalog zur Ausstellung
- Galerie der Stadt Wels, Dauerausstellung

## Auszeichnungen
- Landschaftspreise während des Ersten Weltkriegs
- Spezialpreis der Akademie der bildenden Künste Wien für sein Selbstbildnis (1917)
- Gaukulturpreis Oberdonau 1941
- Silberne Medaille für Kunst und Wissenschaft der Stadt Wels (1955)
- Medaille pro arte et scientia in Gold der Stadt Wels (1965)[4][5][6]
- In Linz wurde der Dillerweg und in Wels die Dillerstraße nach Richard Diller benannt.
- In Wels waren die zahlreichen, der Stadt Wels vermachten Bilder (735 Ölgemälde und Zeichnungen, Porträts von Welser Bürgern, Landschaften u. a. m.)[7] Dillers Ende der 1960er-Jahre der Anlass für die Stadt Wels, die Galerie der Stadt Wels im ehemaligen Sparkassengebäude einzurichten.[8]

## Publikationen
Diller veröffentlichte einige Artikel in den Mühlviertler Heimatblättern, u. a.
- Der Bahnbau – eine wahre Geschichte. 1965, S. 197–199 (ooegeschichte.at [PDF]).
- Als ich Dr. Hans Zötl in Eferding zeichnete. 1966, S. 176–177 (ooegeschichte.at [PDF]).